# 乌兰布和沙漠

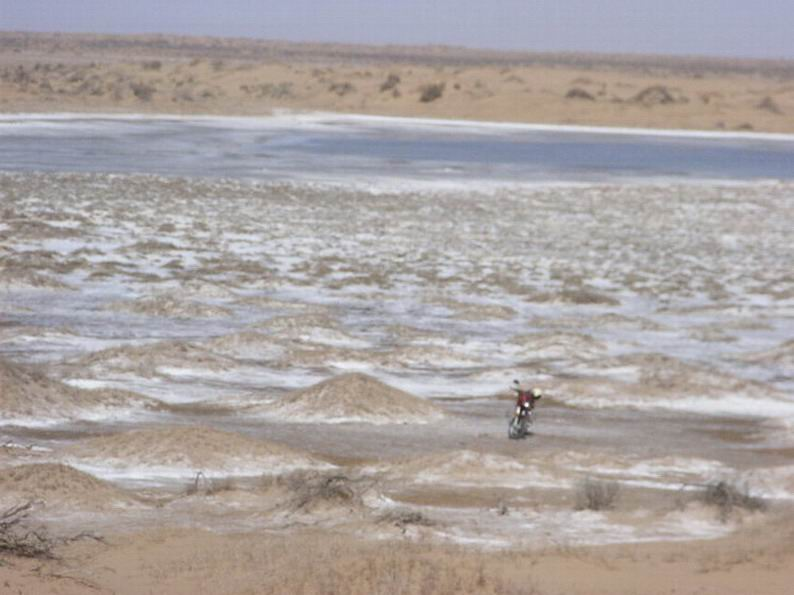
乌兰布和大沙漠中的盐碱

40°00′N 106°25′E / 40.000°N 106.417°E
乌兰布和沙漠（羅馬化：Ulaanbuh tsöl）是中华人民共和国内蒙古自治区的一個沙漠，分布在河套平原西南、黄河西岸、狼山以南、贺兰山以北、吉兰泰盐池以東，地处阿拉善盟和巴彦淖尔市境内。乌兰布和沙漠面积大约0.99到1.03万平方公里，按面積計算位列中國八大沙漠之一。「乌兰布和」蒙古语意思是「红色公牛」。

## 外部連結
- Ulanbuh-Wüste
- Experimental Centre of Desert Forestry - Englisch
- Agroforestry Systems in China